# Luxemburgia polyandra
Luxemburgia polyandra är en tvåhjärtbladig växtart som beskrevs av A. St.-hil.. Luxemburgia polyandra ingår i släktet Luxemburgia och familjen Ochnaceae. Inga underarter finns listade i Catalogue of Life.